# Episodi di Naruto

Logo della serie TV

Questa è la lista degli episodi, OAV e film dell'anime Naruto (NARUTO - ナルト -?). La regia è di Hayato Date e la serie è prodotta da Pierrot e TV Tokyo. Gli episodi di questo anime sono tratti dal manga omonimo scritto e disegnato dal mangaka Masashi Kishimoto e più precisamente vol. 1-27 (escludendo i capitoli 239-244). La storia racconta le avventure di Naruto Uzumaki, un giovane ninja del Villaggio della Foglia, e dei suoi tentativi di raggiungere la carica di Hokage, il ninja più forte e leader del villaggio. La serie è stata trasmessa per la prima volta, in Giappone, il 3 ottobre 2002 sul canale televisivo TV Tōkyō, ed è stata completata la messa in onda l'8 febbraio 2007. In Italia la serie è andata in onda dal 5 settembre 2006 al 7 luglio 2008, su Italia 1.
Sono stati utilizzati ventiquattro brani musicali per le sigle dell'anime, nove di apertura e quindici di chiusura: l'elenco completo è disponibile qui. Tutti gli episodi sono stati trasmessi in formato 4:3 a definizione standard.

## Serie TV
Gli episodi di Naruto sono suddivisi in cinque stagioni in base alla suddivisione introdotta nell'edizione home video giapponese. Queste stagioni sono quindi una modalità di suddivisione intervenuta successivamente, mentre nella trasmissione televisiva la serie è andata in onda senza soluzione di continuità e come corpus unico di episodi. Ogni stagione è provvista di una sottopagina dedicata, nella quale è possibile trovare informazioni più approfondite quali: titoli e trame degli episodi e date di trasmissione italiane e giapponesi.

### Stagioni
| Nº | Stagione Giapponese 「Kanji」 - Rōmaji                | Episodi | Trasmissione | Trasmissione | Pubblicazione                    | Fonti  |
| Nº | Stagione Giapponese 「Kanji」 - Rōmaji                | Episodi | Giappone     | Italia       | Giappone                         | Fonti  |
| 1  | Prima stagione 「ＮＡＲＵＴＯ－ナルト－」             | 1-35    | 2002-2003    | 2006         | 1º gennaio 2003 4 dicembre 2003  | [ 3 ]  |
| 2  | Seconda stagione 「ＮＡＲＵＴＯ－ナルト－ 2nd STAGE」 | 36-83   | 2003-2004    | 2006-2007    | 1º gennaio 2004 1º dicembre 2004 | [ 5 ]  |
| 3  | Terza stagione 「ＮＡＲＵＴＯ－ナルト－ 3rd STAGE」   | 84-131  | 2004-2005    | 2007-2008    | 1º gennaio 2005 7 dicembre 2005  | [ 7 ]  |
| 4  | Quarta stagione 「ＮＡＲＵＴＯ－ナルト－ 4th STAGE」  | 132-185 | 2005-2006    | 2008         | 1º gennaio 2006 6 dicembre 2006  | [ 9 ]  |
| 5  | Quinta stagione 「ＮＡＲＵＴＯ－ナルト－ 5th STAGE」  | 186-220 | 2006-2007    | 2008         | 1º gennaio 2007 4 luglio 2007    | [ 10 ] |

## Film
Dal 2004 al 2006 sono stati distribuiti tre film collegati all'anime Naruto, i cui eventi non influiscono sul manga o sulla serie. Il primo di questi fu trasmesso in Italia nel circuito televisivo di Mediaset nel 2009. Nel 2015, insieme agli altri due (che fino ad allora erano rimasti inediti) sono stati proiettati al cinema per la distribuzione di Lucky Red.
- Naruto il film: La primavera nel Paese della Neve (劇場版 NARUTO 大活劇! 雪姫忍法帖だってばよ!!?, Gekijōban Naruto: Daikatsugeki! Yukihime ninpōchō dattebayo!!) (2004)
- Naruto il film: La leggenda della pietra di Gelel (劇場版 NARUTO 大激突! 幻の地底遺跡だってばよ?, Gekijōban Naruto: Daigekitotsu! Maboroshi no chitei iseki dattebayo) (2005)
- Naruto il film: I guardiani del Regno della Luna Crescente (劇場版 NARUTO 大興奮! みかづき島のアニマル騒動だってばよ?, Gekijōban Naruto: Daikōfun! Mikazuki-jima no animaru panikku dattebayo) (2006)